# Elizabeth Fry
Elizabeth Fry (pogosto omenjena kot Betsy; 21. maj 1780–12. oktober 1845) je bila angleška zaporniška reformatorka, družbena reformatorka in kot kvekerica, krščanska človekoljubka. Imenujejo jo tudi »zaporniški angel«.